# Villa Torrigiani (Capannori)

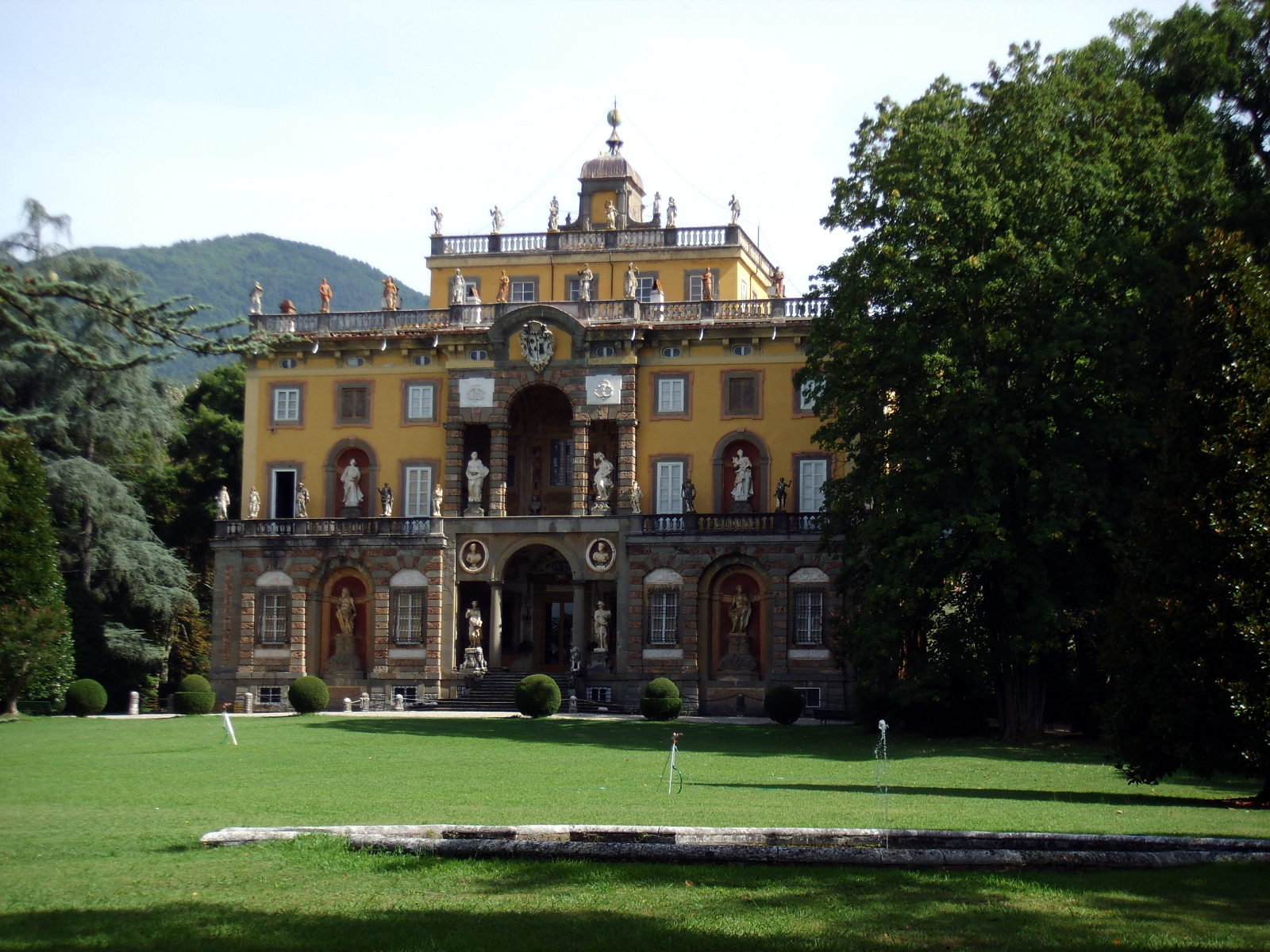
Fachada da Villa Torrigiani.

A Villa Torrigiani é um palácio italiano que se encontra no nº3 da Via del Gomberaio, em Camigliano, fracção da comuna de Capannori, Província de Lucca. Trata-se duma das mais luxuosas e cenográficas villas da lucchesia e remonta à segunda metade do século XVI.

## História

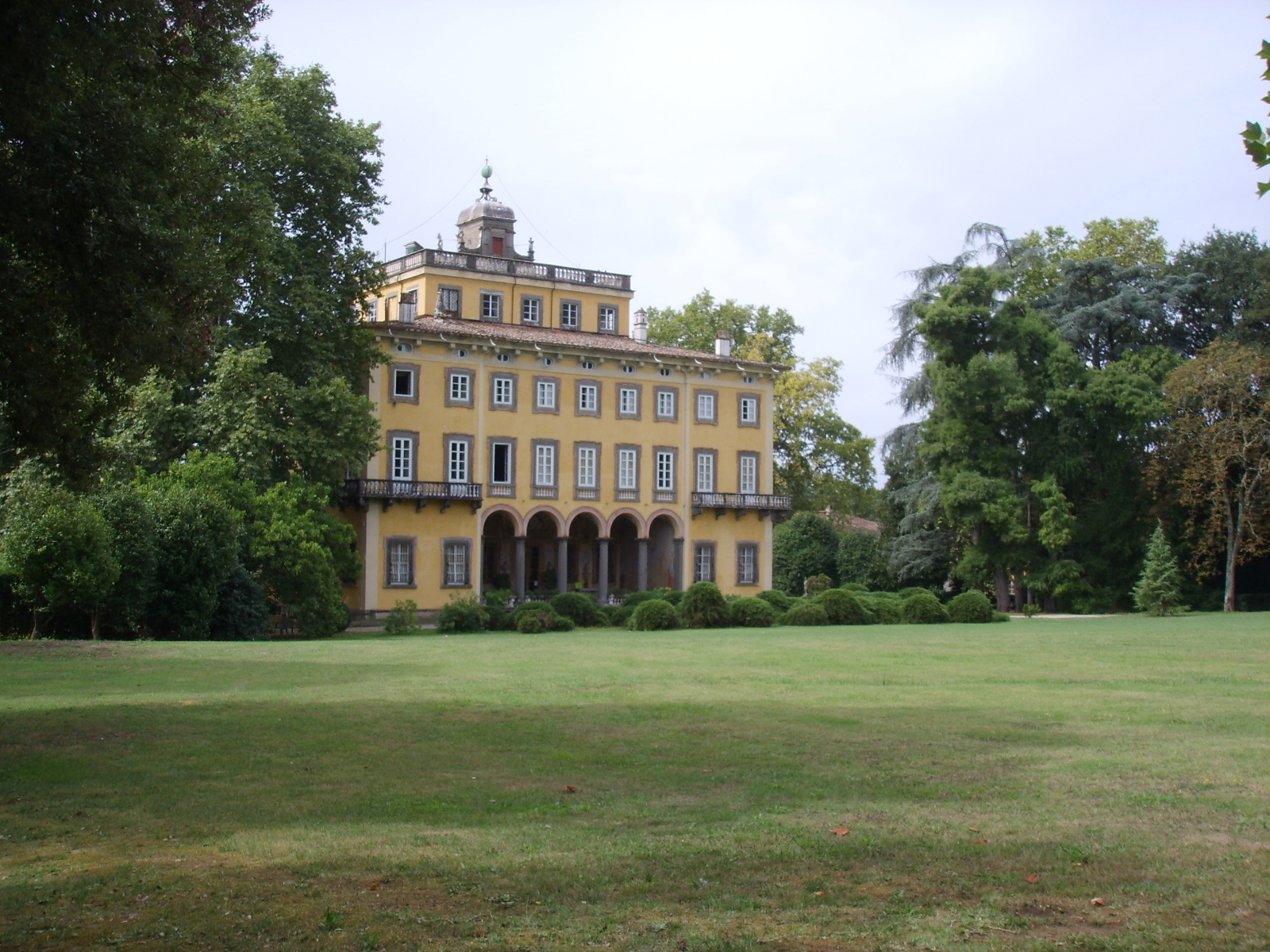
Fachada traseira da Villa Torrigiani.

A primeira menção da vila remonta a 1593, como  pertencente à família Buonvisi; foi depois adquirida por Nicolao Santini que no final do século XVII reconstruiu a fachada sul em estilo barroco, provavelmente atraído pela arquitectura do Château de Versailles, onde era embaixador pela República de Lucca. A reestruturação comportou o enxerto de dois esporões nos flancos da vila e a modificação da fachada principal através da adição duma imponente escadaria em leque que conduz a uma serliana, duplicada no piso superior mas com dimensões maiores, e de dois balcões, decorados com estátuas. A frontaria, que termina com uma edícula coberta por uma cúpula, depois desta transformação assumiu um aspecto maneirista. Santini também organizou novos jardins. Na parte da frente, foram arranjados parterres em volta de dois tanques. Nas traseiras foi construída uma fonte como ponto fulcral do jardim e, para leste, foi organizado um outro afundado "jardim de Flora".
Em 1816, Vittoria Santini casou com Pietro Guadagni, que tomou o apelido da mãe, Torrigiani, para herdar a propriedade familiar e o título de marquês quando a antiga família florentina ficou sem outros herdeiros masculinos. Pietro arrancou o jardim existente para fazer um parque em estilo inglês. Apenas o jardim de Flora sobreviveu.

## Arquitectura
A vila distingue-se das outras vilas lucchesas e, mais em geral, das toscanas pela vivacidade policromada fachada principal aproveitando materiais diversos: pedra cinzenta e tufo amarelo alternados nas pilastras e nos arcos, mármore branco das estátuas, reboco branco na parte inferior e branco na superior. Também o uso dos parapeitos com baláustres nas janelas ou das aberturas serlianas são elementos bastante originais, que só têm comparação na Villa Mansi. O arquitecto responsável por esta decoração foi o bolonhês Alfonso Torregiani. 
A fachada traseira, de estilo tardo-renascentista, é caracterizada por um grande pórtico de ordem toscana. 
No interior está presente uma escadaria elíptica, estuques e outras decorações exuberantes. No ático existe um pequeno teatro privado.

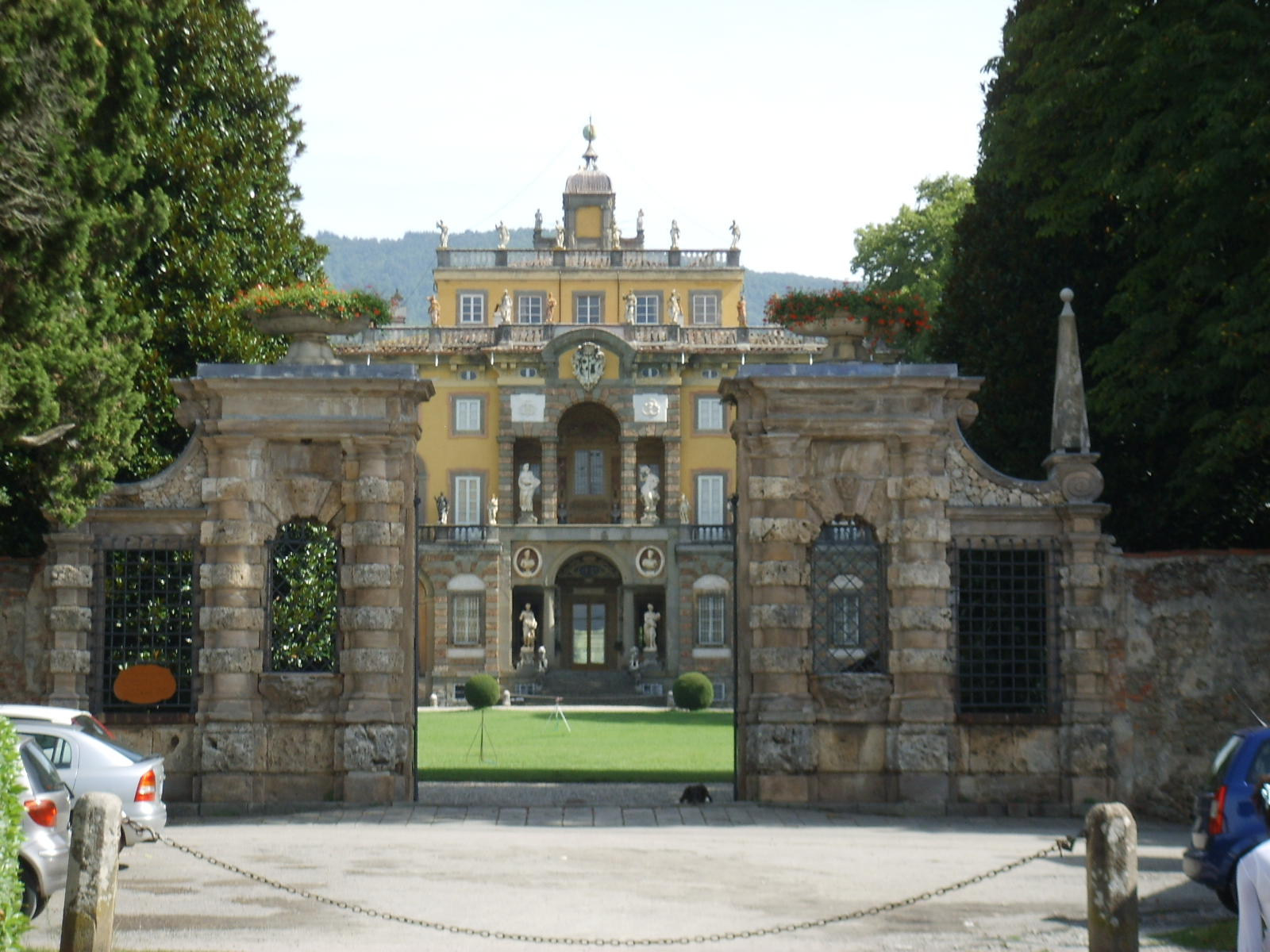
Fachada principal vista da entrada
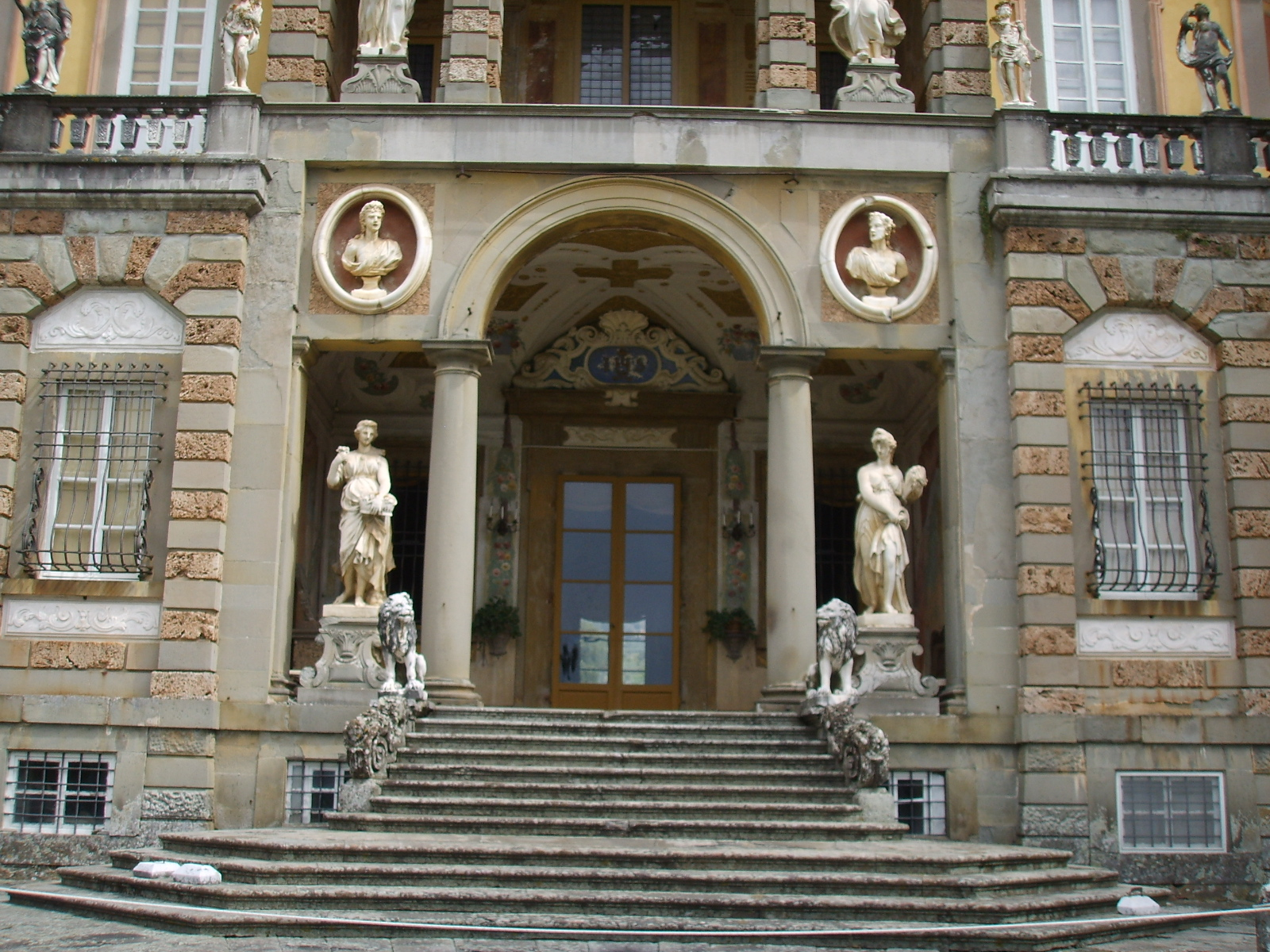
Detalhe da fachada
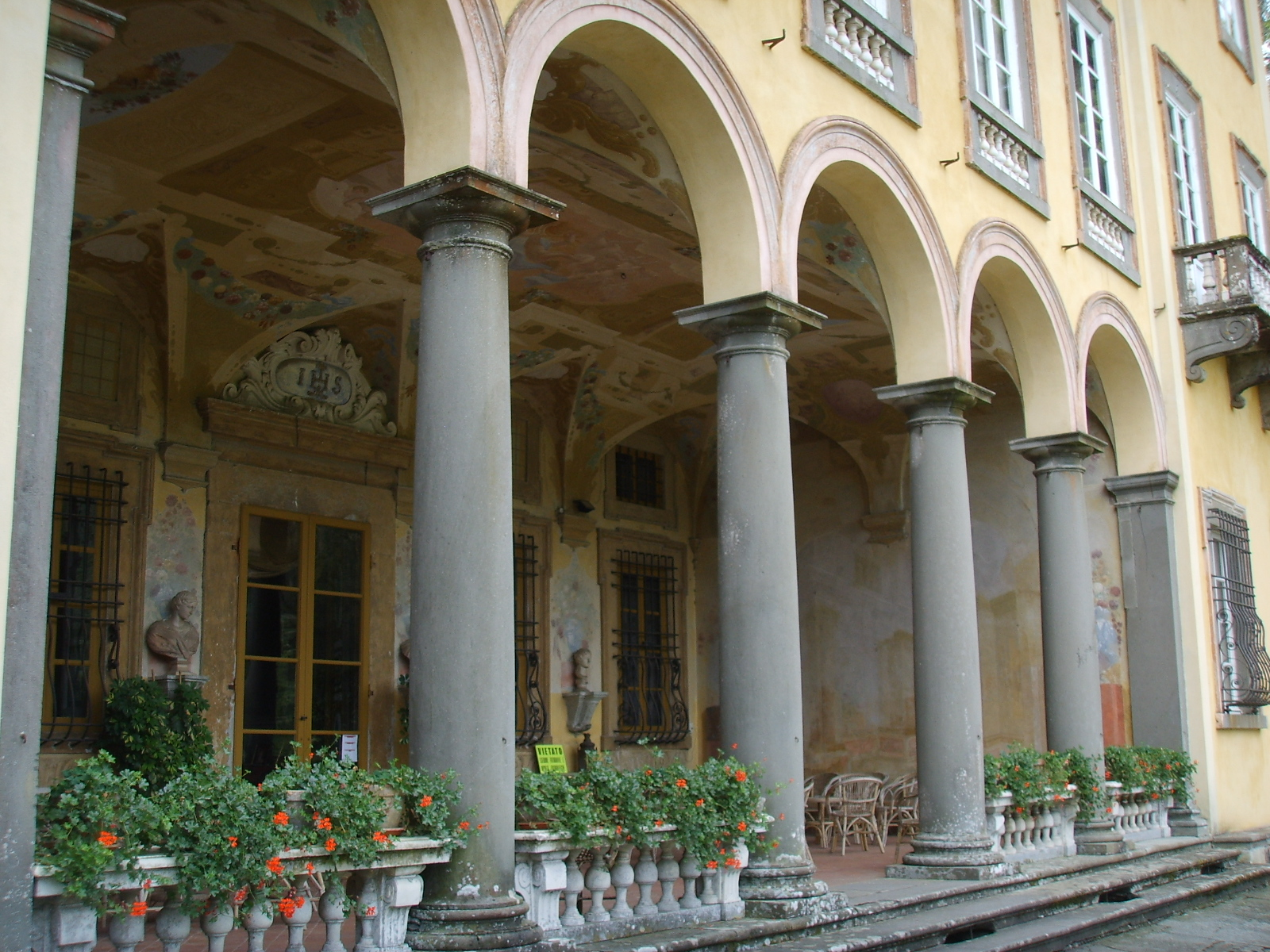
Pórtico da fachada traseira
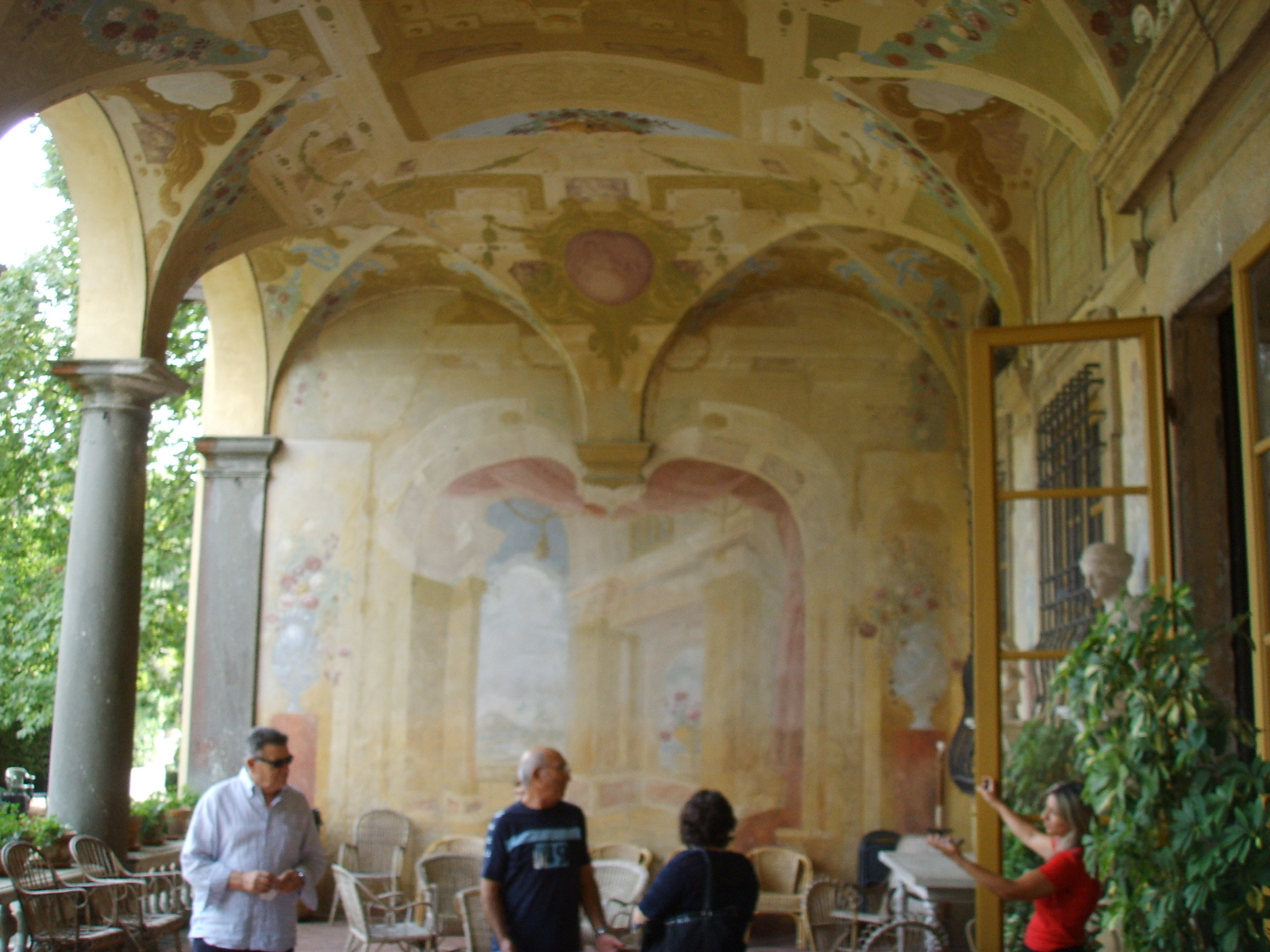
Interior da arcada da fachada traseira
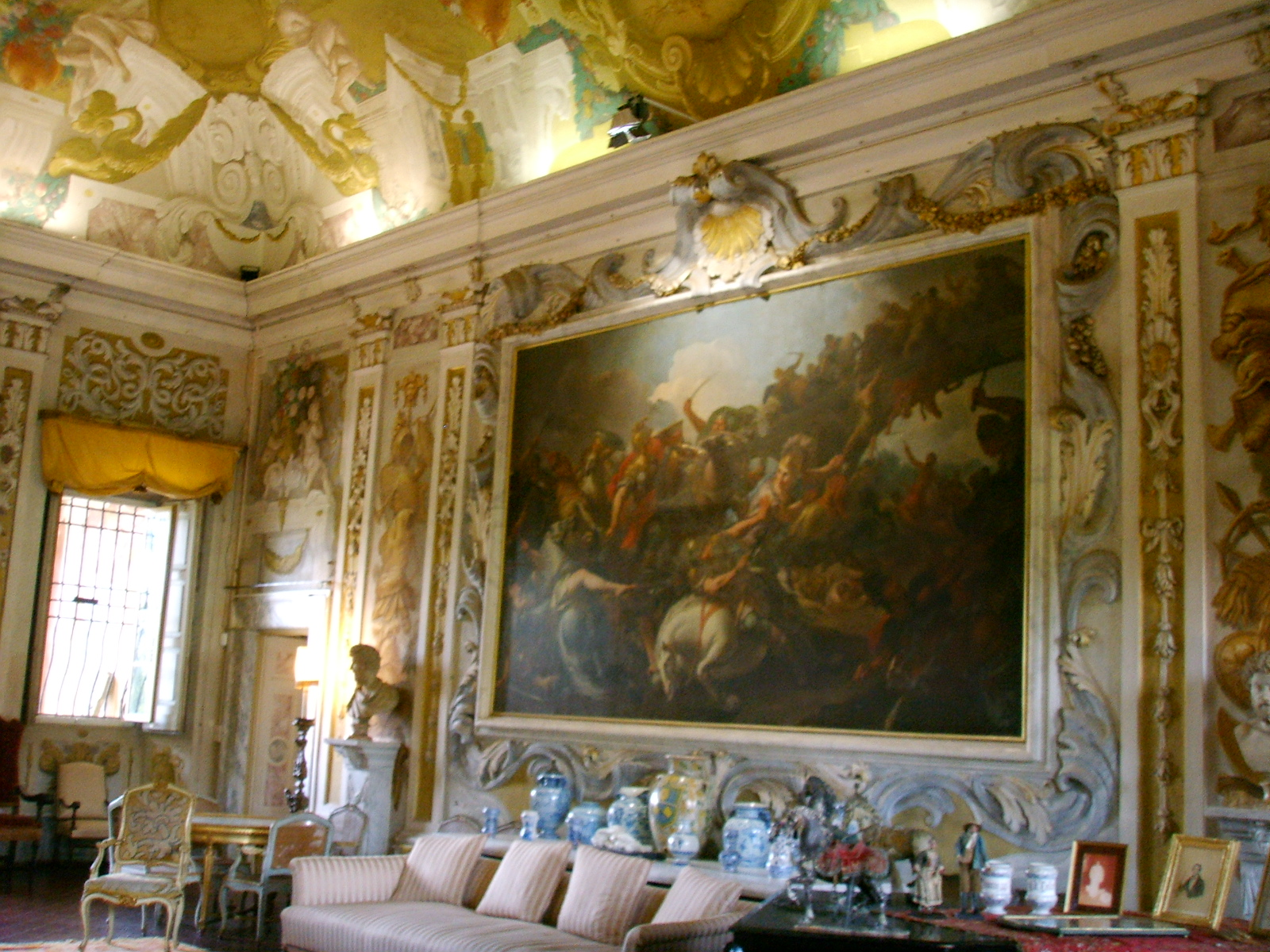
Salão central
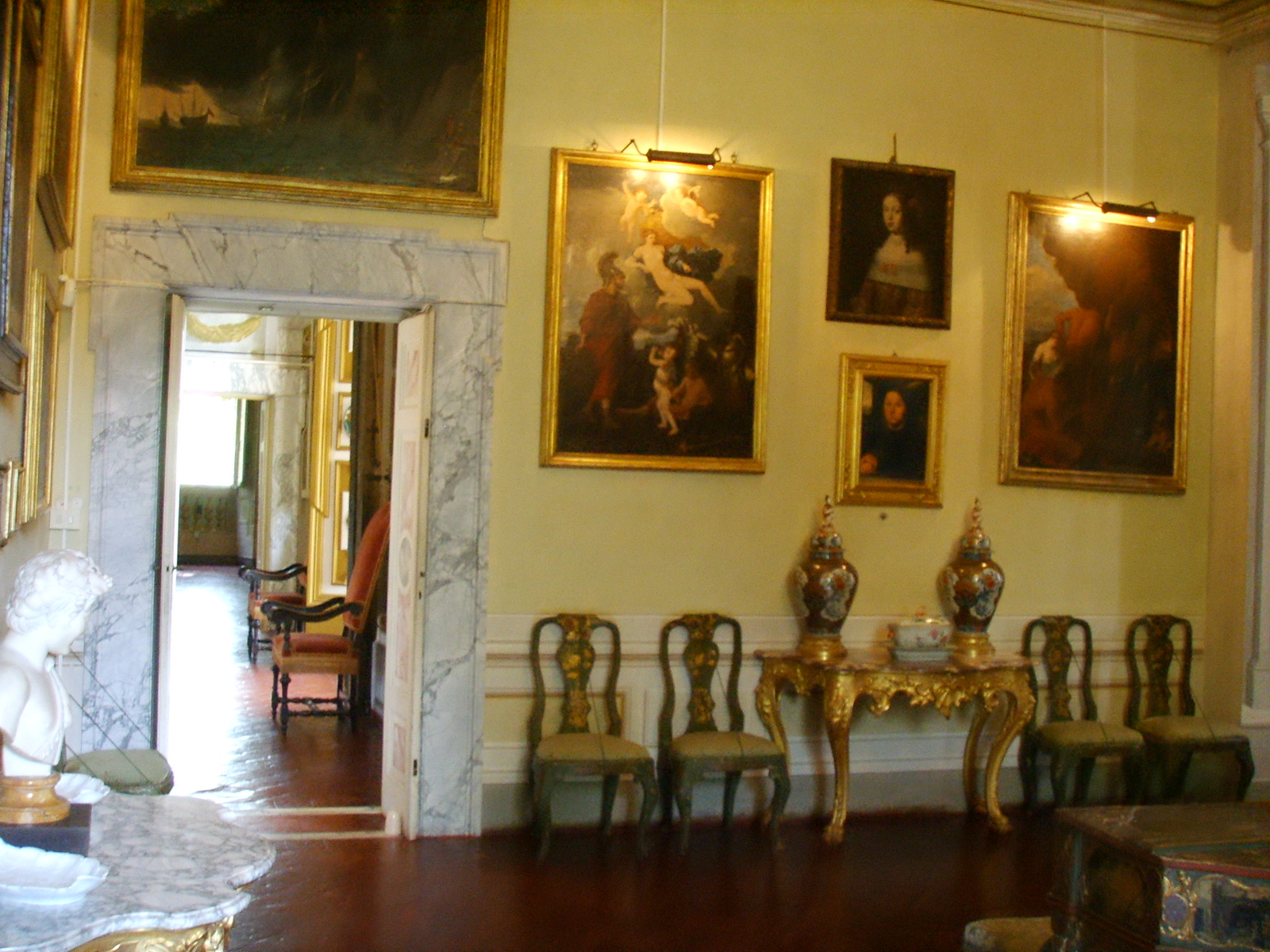
Aspecto do interior

## O parque

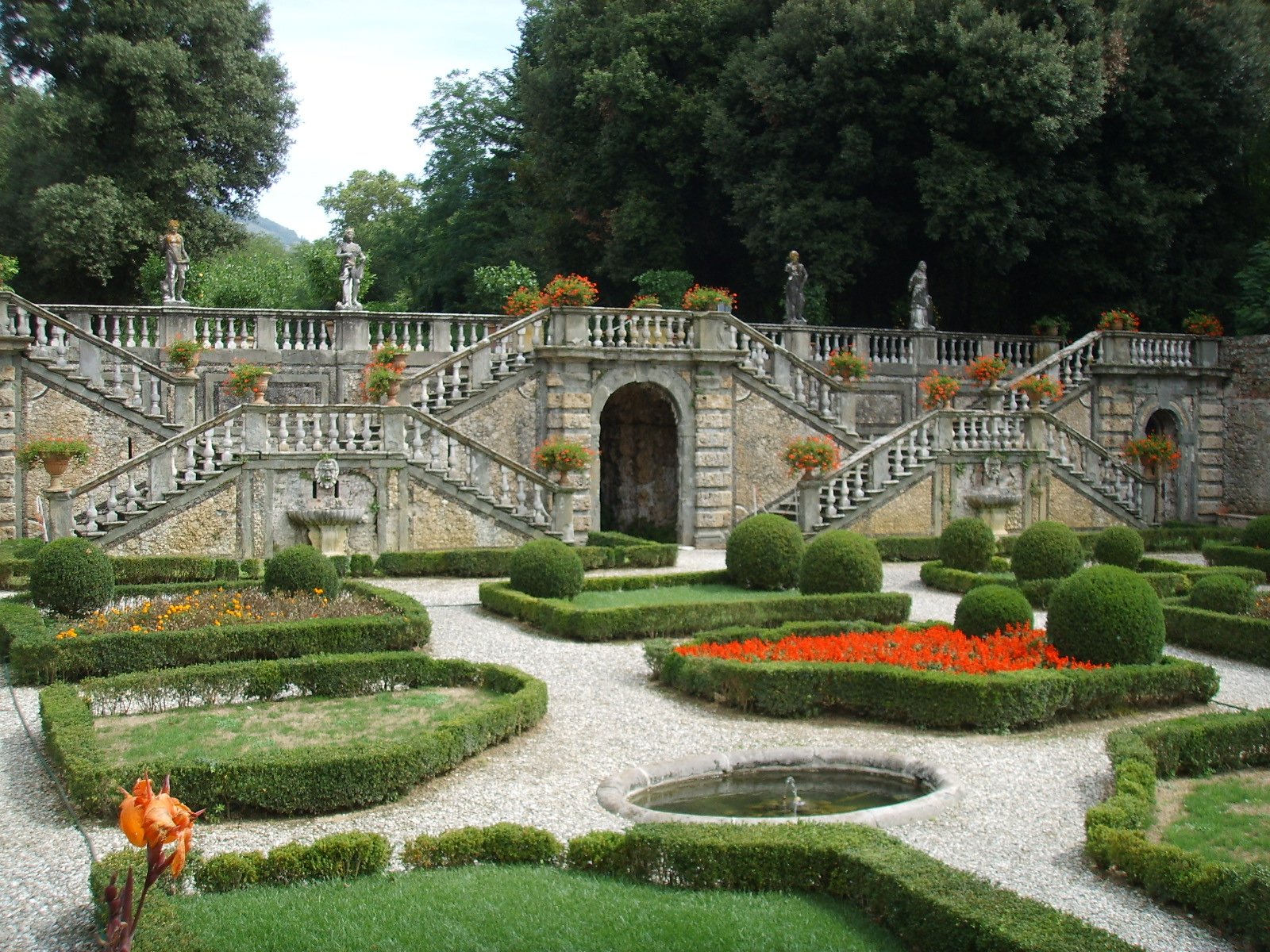
O jardim secreto e a escadaria que esconde o ninfeu.

Uma primeira sistematização do jardim remonta a 1650 por obra da família Santini, embora o estilo de jardim à francesa actual remonte sobretudo às alterações do século XIX.
À sistematização mais antiga corresponde o tanque redondo, que forma um terraço, a partir do qual, descendo, se pode chegar ao "jardim secreto" (giardino segreto), ou de Flora, em tempos circundado por um alto muro.
O eixo principal da villa foi sublinhado por uma fila de ciprestes, de cerca de 700 metros, que exaltam em perspectiva a fachada do edifício. A abertura foi recuada em relação à berma da estrada, dando espaço a uma faixa relvada para enfatizar e por em evidência este percurso. No extremo do caminho, na proximidade dum majestoso portão que dá acesso à propriedade, está situado uma pequena aldeia, em tempos destinada ao pessoal. 

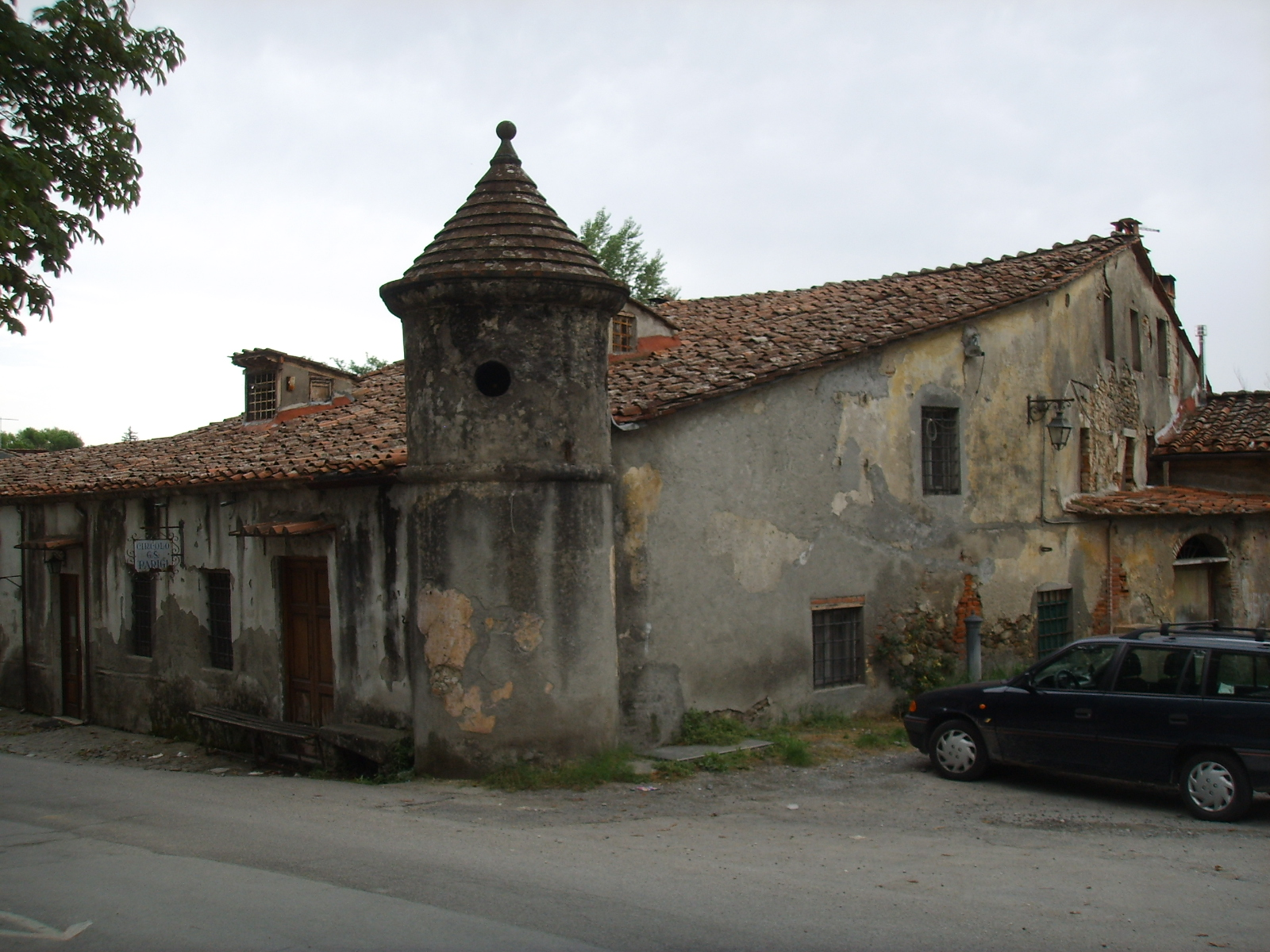
Aspecto da pequena aldeia destinada ao pessoal da Villa Torrigiani.

O jardim actual é o resultado de transformações ocorridas no século XIX sobre uma anterior implante seiscentista. A nova sistematização tentou conservar firmemente a relação edifício-jardim, mantendo na frente principal as relações de simetria que se tinham instaurado com o seiscentista jardim à francesa, caracterizado por um parterre decomposto em canteiros floridos. Frente às duas fachadas foram criados grandes prados, circundados por árvores de copa alta, enquanto as faixas laterais se mantiveram inalteradas. 
A parte esquerda do parque estava organizada em selvático, com uma pesqueira de forma octogonal no interior, enquanto a parte direita foi projectada segundo um desenho regular no qual existem diversos compartimentos que se metem uns dentro dos outros, com galerias, estátuas, fontes e um parterre com um aviário para aves exóticas.

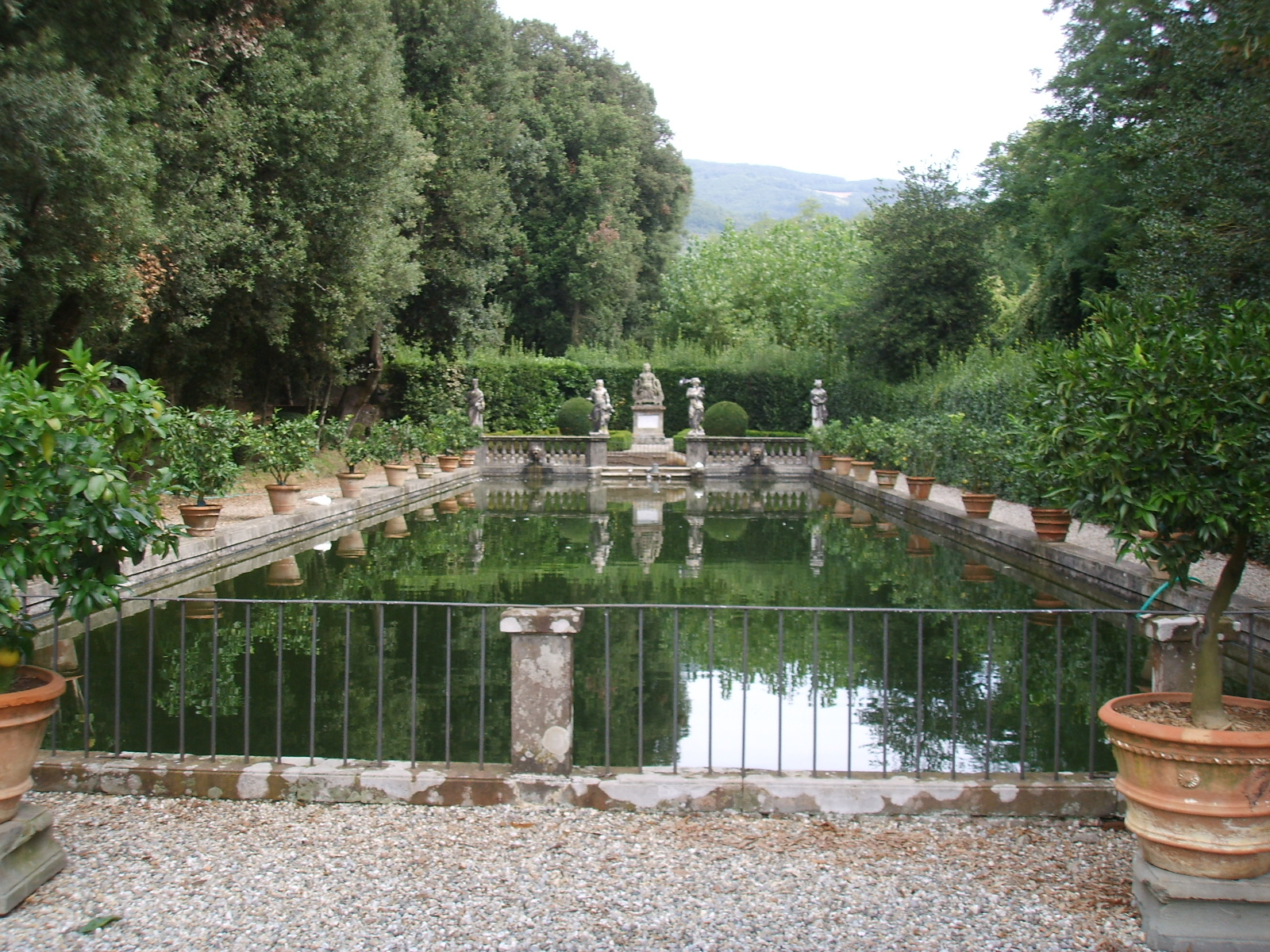
Vista geral da pesqueira.

Primeiro encontramos a galeria verde, na qual se revelam simetricamente absides onde estão colocadas estátuas e fontes; depois um pequeno jardim, fechado por uma rede e utilizado como aviário; uma pesqueira com jactos de água; um jardim secreto à italiana com ninfeu e, por fim, a horta. Os elementos mais interessantes desta estrutura são jardim secreto e a pesqueira. Esta última era circundada por ciprestes e flanqueada por um muro, a partir do qual se espreitava através de janelas ovais e se acedia ao jardim secreto mediante uma rampa. A destruição do muro anulou o sentido de maravilha e surpresa que era o elemento cardeal desta composição.
O coração do parque é, porém, o Ninfeo dei Venti (Ninfeu dos Ventos), assim nomeado a partir das estátuas que personificam os ventos, onde convergem os percursos monumentais do jardim: criado para pasmar os hóspedes, é caracterizado por uma passagem em túnel sob as escadas e duas grutas com estátuas de sabor grotesco  (dragões, mulheres-serpente e outros animais crepusculares como corujas e mochos), tudo enriquecido por jogos de água e mosaicos policromos em seixos e coberto por uma cúpula decorada por máscaras. No fim do percurso encontra-se uma estátua de Flora. O ninfeu a a bela escada de acesso ao jardim são enriquecidos por brincadeiras de água que contribuem para um brilhante aligeiramento das formas arquitectónicas.
Na parte de trás da vila estava presente uma galeria arborizada de fontes e estátuas em nichos, agora quase completamente perdida, com excepção duma estátua de Saturno. Hoje, a parte traseira do edifício tem um sabor puramente rural, chegando-se até ela por um caminho de oliveiras através das zonas cultivadas nas colinas.

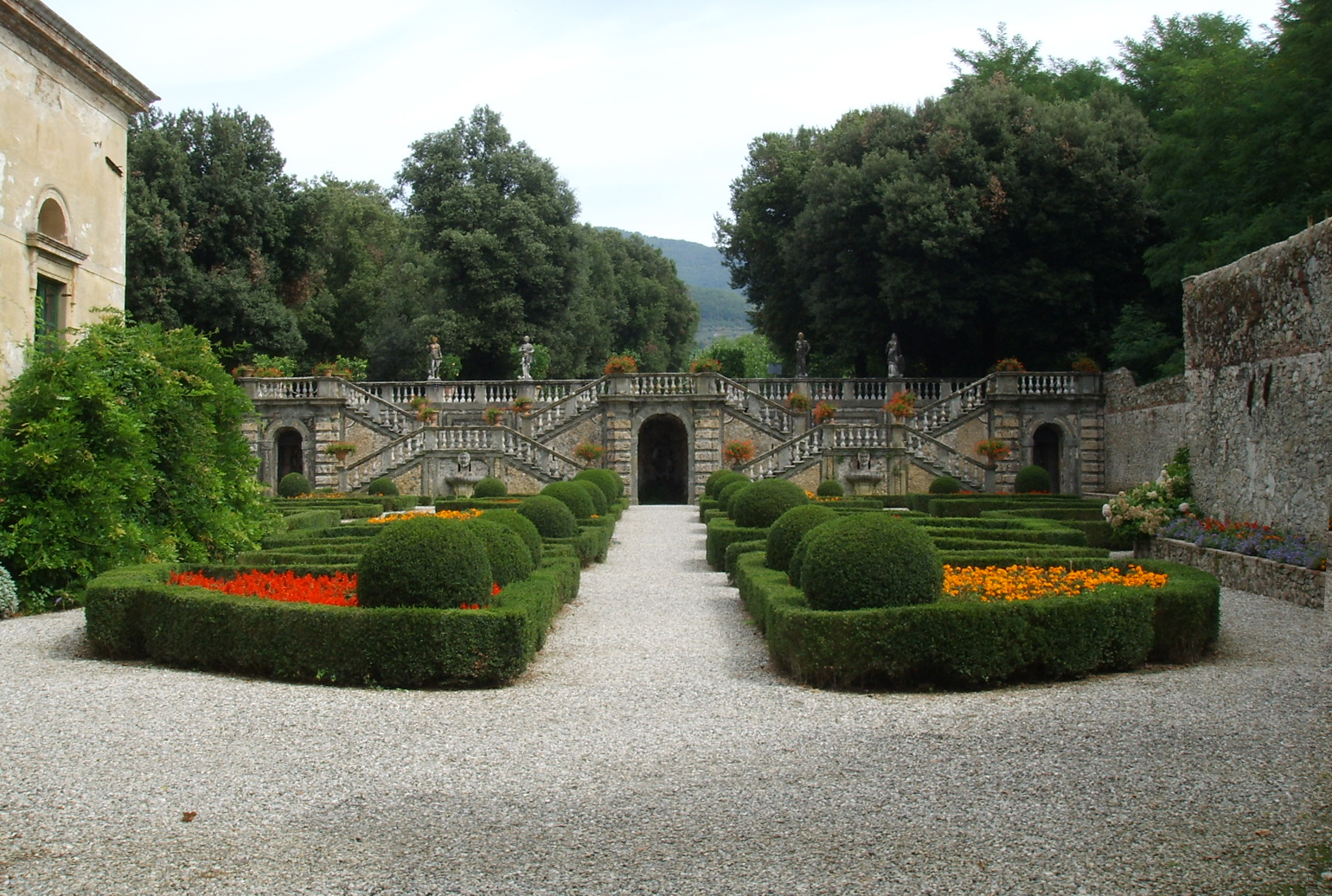
Jardim à italiana
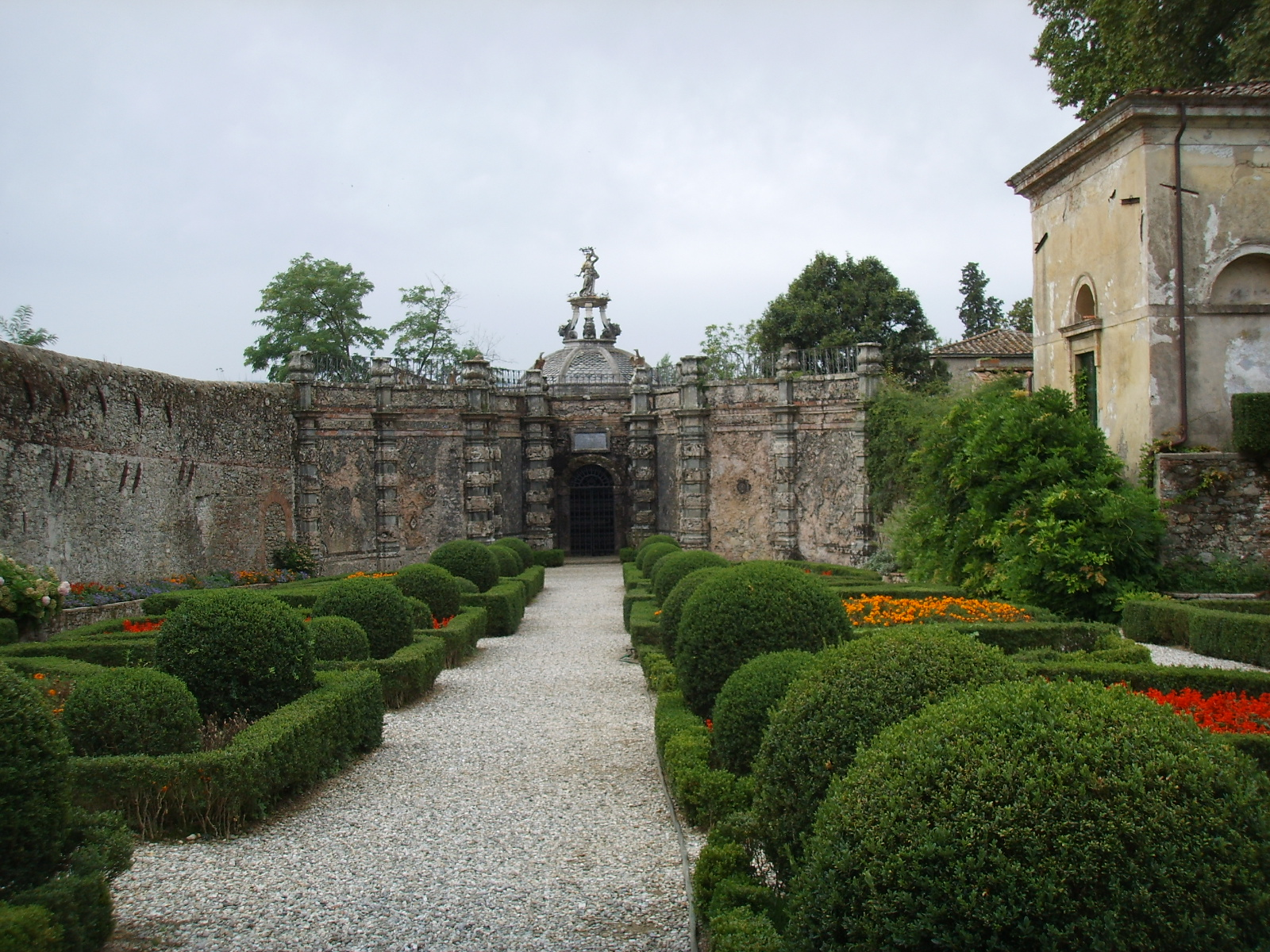
Jardim da gruta
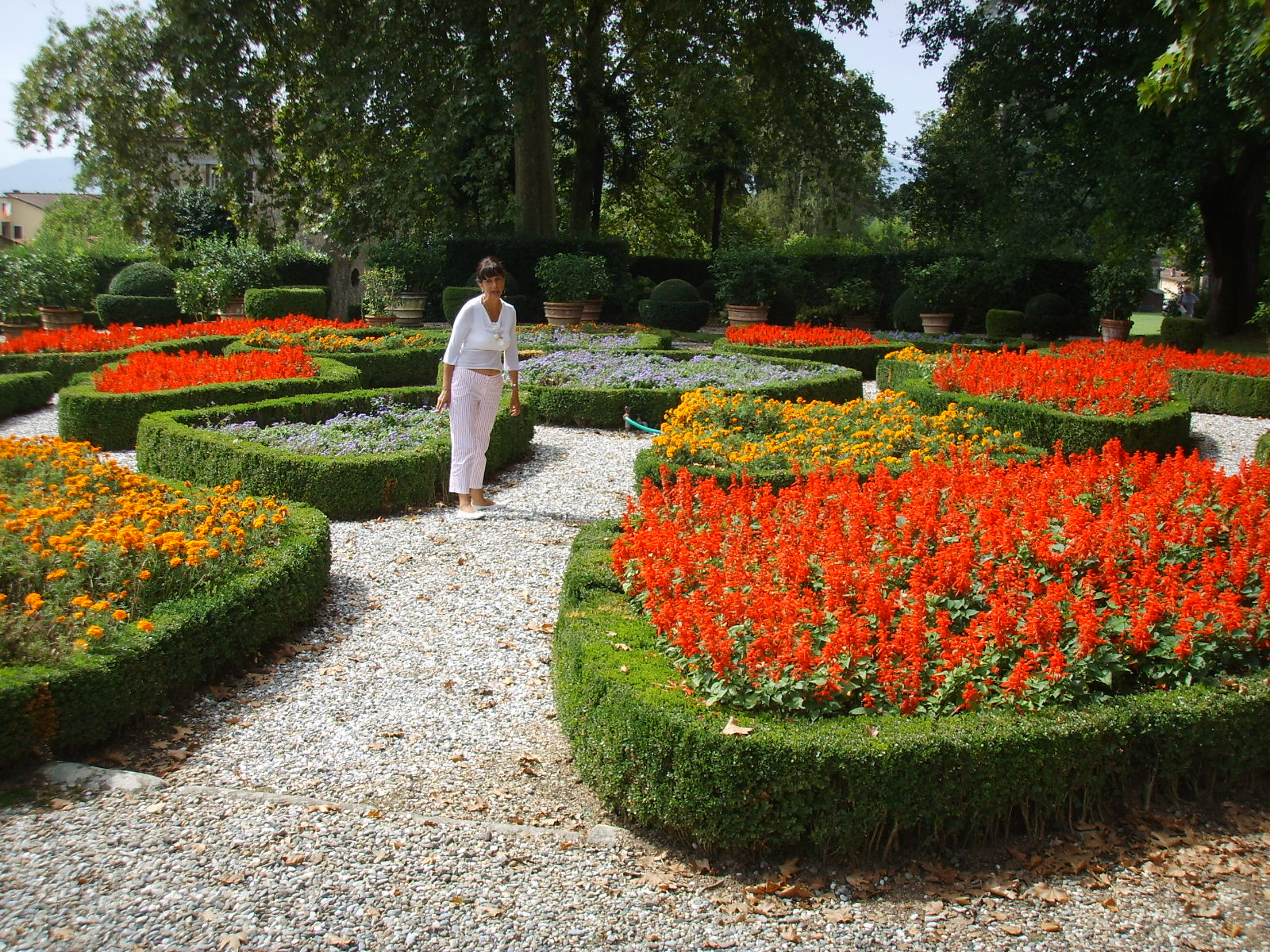
Canteiro florido
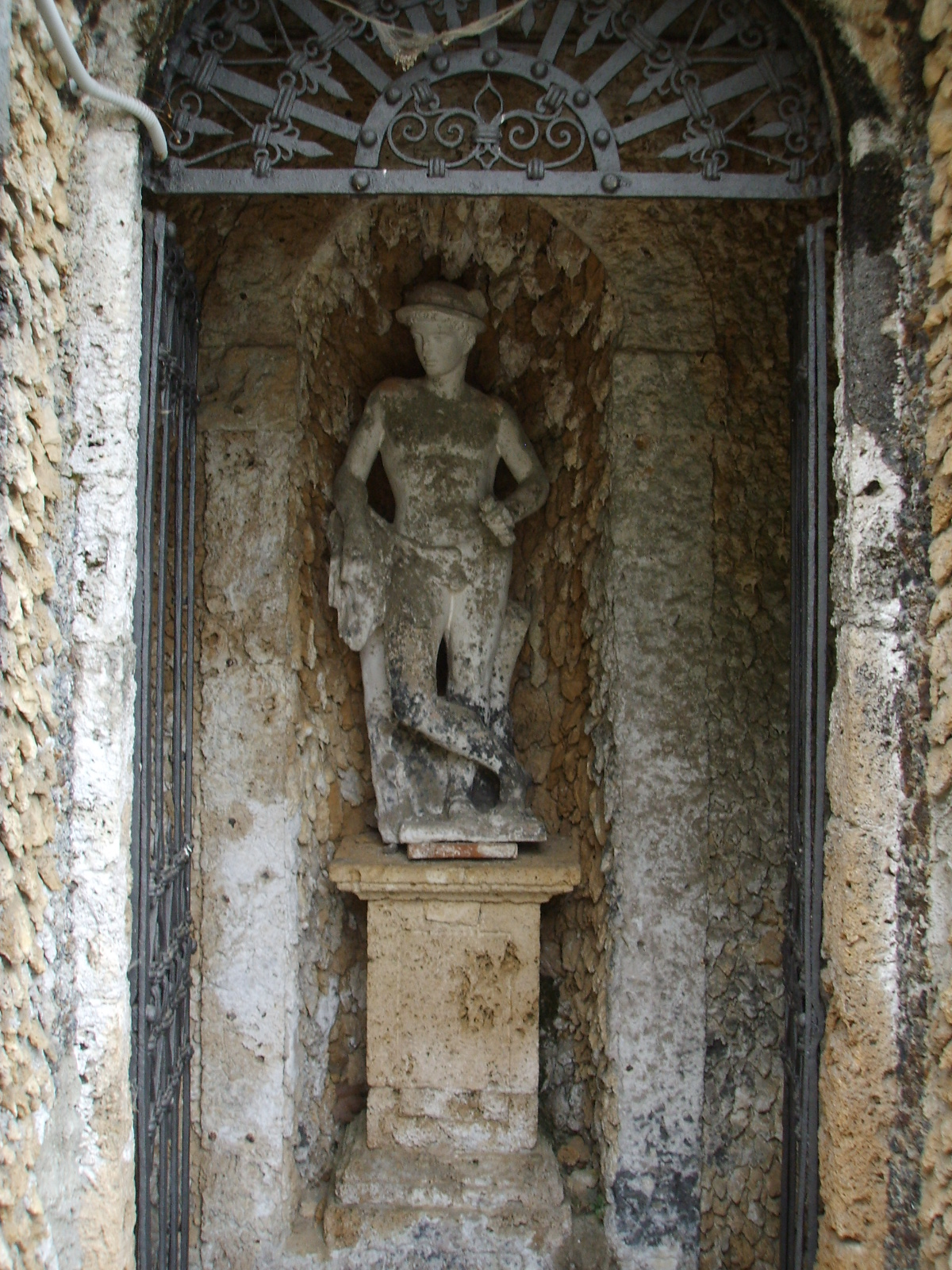
Nicho com estátua
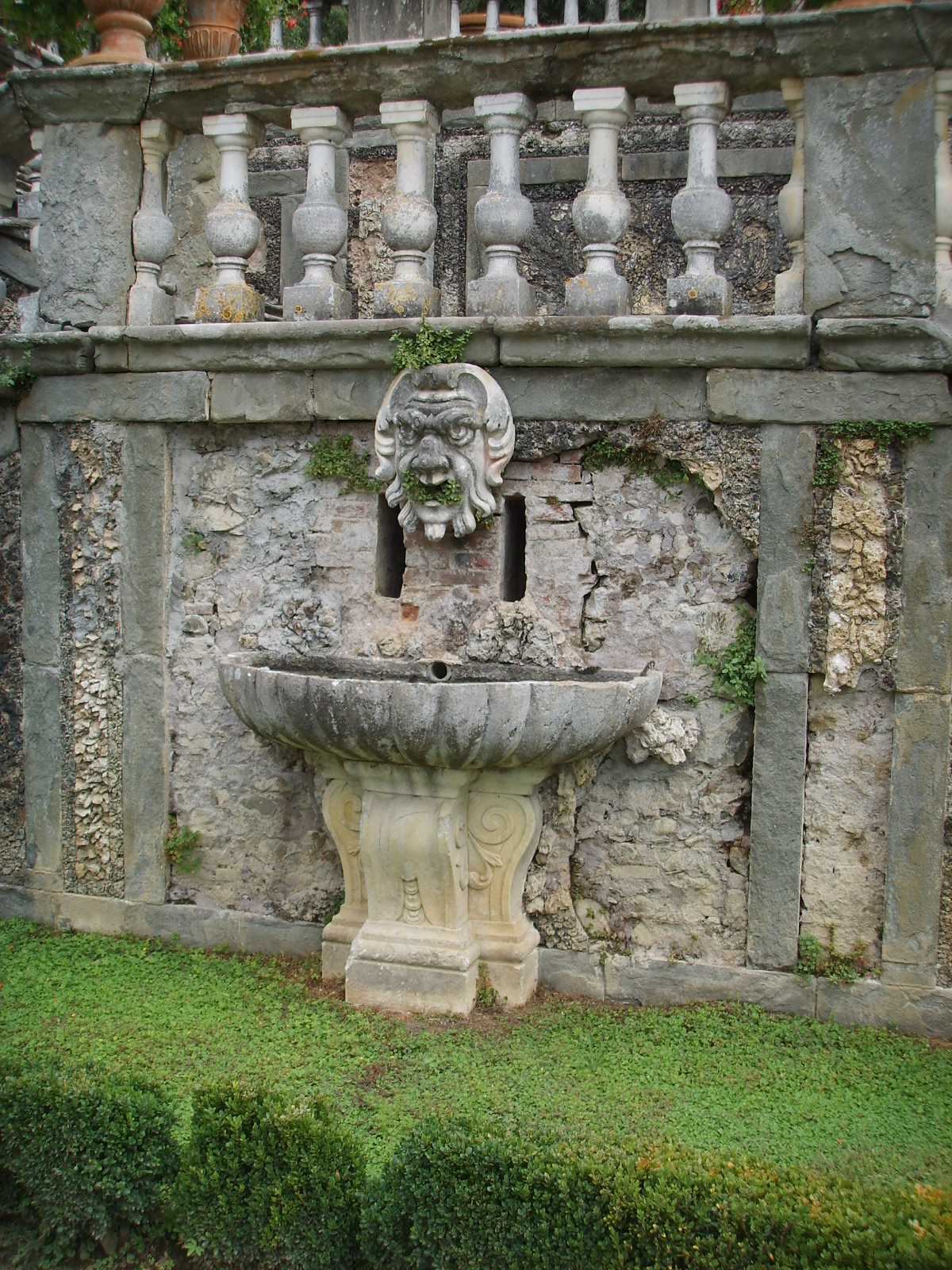
Fonte
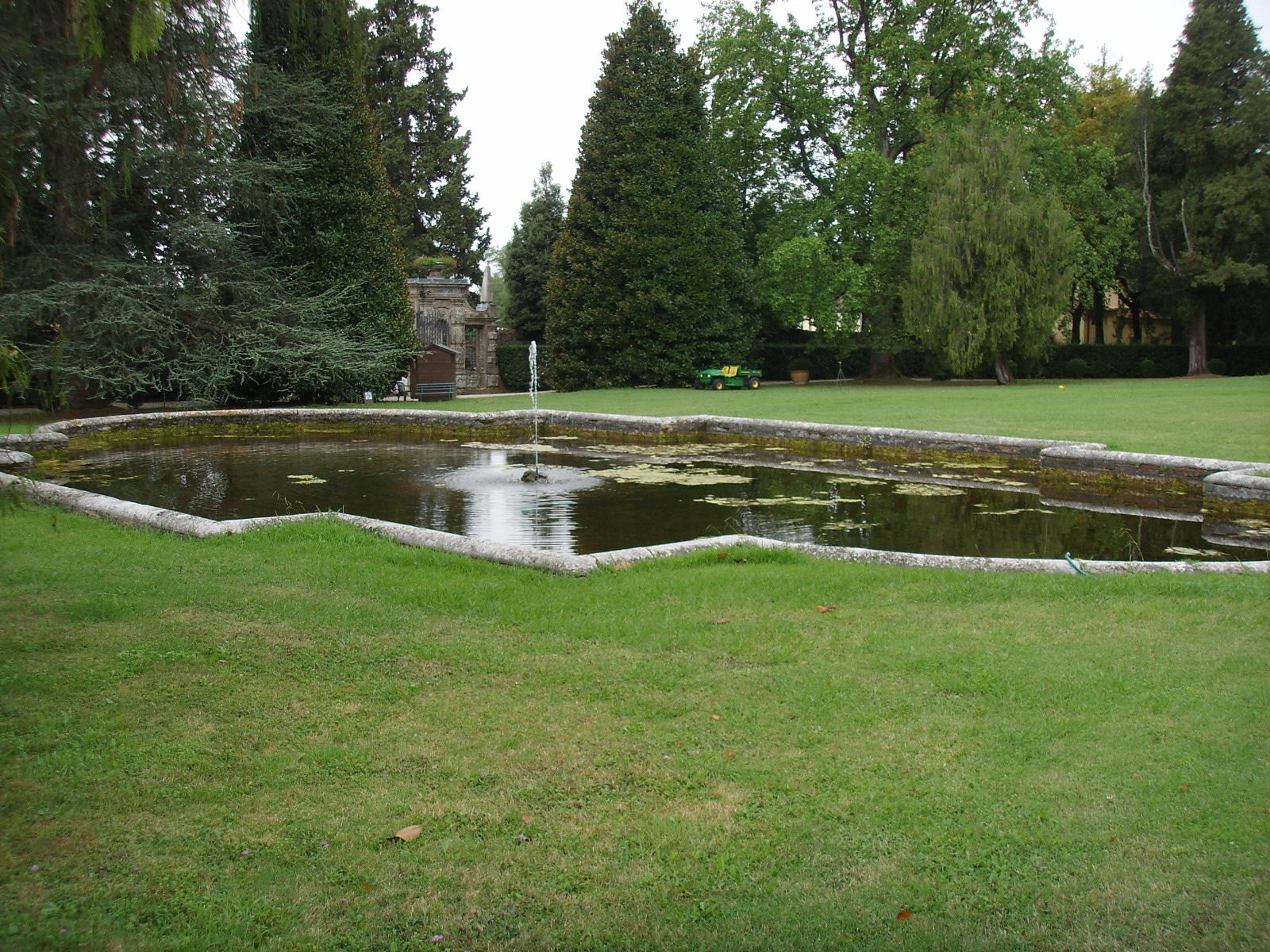
Tanque de André Le Nôtre